# Xanthorhoe ornata
Xanthorhoe ornata là một loài bướm đêm trong họ Geometridae.